# Réserve naturelle de Nyke/Tussen
La réserve naturelle de Nyke/Tussen est une réserve naturelle norvégienne qui est située dans la municipalité de Bø dans le comté de Nordland.

## Description
La réserve naturelle se trouve au nord de la réserve naturelle de Nykvåg/Nykan et au sud de la réserve naturelle de Frugga, et comprend une plage de galets entre Nykvåg et Hovden.
Elle couvre une superficie de 0,169 km2, dont 0,133 km2 en zone maritime. La zone est protégée afin de sauvegarder l'une des plages de galets les plus grandes et les mieux formées géomorphologiquement du Nordland.